# Dalatomon
Dalatomon is een geslacht van kreeftachtigen uit de klasse van de Malacostraca (hogere kreeftachtigen).

## Soorten
- Dalatomon laevior (Kemp, 1923)
- Dalatomon loxophrys (Kemp, 1923)